# Себзевар
Себзева́р (перс. سبزوار) — місто у північно-східній частині Ірану, в остані Хорасан-Резаві. Є адміністративним центром однойменного шахрестану. Є важливим транспортним центром, розташованим на автошляху Мешхед — Тегеран. У місті є великий медичний університет і філія Ісламського університету Азад.

## Відомі особистості
В поселенні народився:
- Алі Дівандарі (* 1957) — іранський карикатурист, художник.